# Dryopteris intermedia
Espèce
Dryopteris intermedia, la dryoptère intermédiaire (ou fougère des bois intermédiaire), est une espèce à feuilles persistantes de l'est de l'Amérique du Nord, que l'on retrouve aussi parfois en Europe. Espèce diploïde, elle est parente de plusieurs espèces hybrides, dont Dryopteris carthusiana.
Cette fougère est souvent confondue avec plusieurs autres espèces de fougères des bois, y compris D. carthusiana, D. campyloptera, et D. expansa. En particulier, elle partage l'aire de répartition de D. carthusiana, mais les deux peuvent être différenciés par la foliole la plus intérieure sur le côté inférieur du penné inférieur : cette foliole est plus longue que les folioles voisines dans D. carthusiana, mais plus courte ou de même taille dans D. intermedia.